# Eleroy
Eleroy est communauté incorporée du comté de Stephenson dans l'Illinois.

## Géographie
Eleroy se situe dans le Township d'Erin et à l'intérieur de l'Aire métropolitaine de Rockford (en).

## Toponymie
Eleroy tire son nom de E. LeRoy, le fils du fondateur de la communauté, Hiram Jones.

## Histoire
Hiram Jones fonde Eleroy en 1846.

## Services
Un chemin de fer passe par Eleroy et la communauté est desservie par un bureau de poste.

## Démographie
Au recensement des États-Unis de 2000, la population d'Eleroy était de 85 habitants.